# Obshchy Syrt
Obshchi Syrt (em russo:  Общий Сырт) é uma divisória de águas e cadeia de colinas de relevo relativamente suave que se estende pela parte sudeste da Rússia europeia e noroeste do Cazaquistão. A sua altitude máxima é de 405 m, no extremo oriental.
Prolonga-se sinuosamente no sentido oeste/sudoeste-este/nordeste, ao longo de cerca de 500 km, pelos óblasts de Saratov, Samara e Oremburgo e o oblys cazaque do Cazaquistão Ocidental, fundindo-se a norte com os limites dos montes Urais. O rio Ural contorna a zona a sul, em grande parte da sua extensão. Do ponto de vista geológico, os relevos são constituídos por rocha sedimentar (principalmente argilite) do paleozoico (pérmico) e mesozoico.
O relevo do Obshchi Syrt, apesar da sua modesta altitude, representa uma importante linha divisória de águas entre a bacia hidrográfica do rio Volga e a do rio Ural. Aqui nascem os rios Samara, Buzuluk, Bolshoi Irgiz, Kamelik (da bacia do Volga) e outros (os da bacia do Ural são menos relevantes devido à proximidade do rio).
A vegetação predominante é a estepe, por causa do clima continental árido. Todavia, nas vertentes setentrionais há bosquess de caducifólias. A região é escassamente habitada, sobretudo na parte sul e oeste, não havendo grandes cidades. Destacam-se somente Oremburgo, no extremo oriental e Oral, no extremo meridional.
O termo syrt deriva das línguas turcomanas, e significa "planalto".